# نو أباد (دابوي الجنوبي)
نو أباد (بالفارسية: نوآباد) هي قرية تقع في إيران في قسم دابوي الجنوبی الريفي. يقدر عدد سكانها بـ 131 نسمة .